# أشعار خارجة على القانون
أشعار خارجة على القانون، مجموعة شعرية من مؤلفات الشاعر العربي السوري نزار قباني، صدرت في عام 1972، عن منشورات نزار قباني في بيروت، لبنان.